# Colias felderi
Colias felderi é uma borboleta da família Pieridae. Ela é encontrada no Tibete e na China.

## Taxonomia
Originalmente descrito como Colias felderi Grum-Grshimailo, em 1891. Aceite como uma espécie por Josef Grieshuber & Gerardo Lamas